# Sergei Walentinowitsch Nassewitsch
Sergei Walentinowitsch Nassewitsch (russisch Сергей Валентинович Насевич, wiss. Transliteration Sergej Valentinovič Nasevič; * 19. Oktober 1963) ist ein ehemaliger sowjetischer bzw. russischer Ringer.

## Werdegang
Sergei Nassewitsch begann als 13-jähriger Schüler mit dem Ringen. Im Nachwuchsbereich (Jugend, Junioren) konnte er sich nicht für die Teilnahme an internationalen Meisterschaften qualifizieren. Erst als er in die Sowjetarmee eingetreten war, kam er weiter vorwärts. Er wurde Mitglied des Sportklubs der Armee in Rostow am Don, wo Sergei Bulakow sein verantwortlicher Trainer wurde. Sergei rang ausschließlich im griechisch-römischen Stil. Mitte der 1980er Jahre hatte er sich in die sowjetische Spitzenklasse der Mittelgewichtsringer vorgekämpft. Bei seinem ersten Start bei einer internationalen Meisterschaft, der Weltmeisterschaft 1986 in Budapest, klappte es, gemessen an den Erwartungen an einen sowjetischen Athleten, noch nicht besonders gut, denn er wurde nur 5. Sieger. Gegen Bogdan Daras aus Polen und Tibor Komáromi aus Ungarn musste er Niederlagen einstecken.
Trotz dieses Ergebnisses bekam Sergei auch 1987 das Vertrauen der sowjetischen Funktionäre. Im Frühjahr des Jahres rechtfertigte er dieses auch, denn er holte sich bei der Europameisterschaft in Tampere seinen ersten internationalen Titel. Diesmal lag er vor Daras und Komáromi. Bei der Weltmeisterschaft des gleichen Jahres in Clermont-Ferrand unterlag er aber wieder gegen Komáromi und, obwohl er gegen den deutschen Meister Roger Gössner knapp nach Punkten gewonnen hatte, wurde er auch hinter diesem platziert, weil er ein schlechteres Punkteverhältnis hatte.
1988 und 1989 gewann Sergei zwar zwei Welt-Cup-Turniere, einen Einsatz bei einer internationalen Meisterschaft hatte er aber erst wieder 1990. Michail Mamiaschwili, der vom Welter- in das Mittelgewicht gewechselt war, wurde ihm vorgezogen. Bei der Europameisterschaft 1990 in Posen unterlag er dem bundesdeutschen Meister Thomas Zander und wurde Vizeeuropameister.
Nachdem Sergei bei den Europameisterschaften 1991 in Aschaffenburg schon nach 2 Runden ohne Sieg ausscheiden musste, war erst einmal wieder internationale Pause angesagt. 1993 gewann er wieder ein Welt-Cup-Turnier und 1994 siegte er auch beim Großen Preis der Bundesrepublik Deutschland in Koblenz, wobei er diesmal Zander schlug. Daraufhin wurde er für die Europameisterschaften in Athen nominiert, unterlag dort aber dem Israeli georgischer Abstammung Gocha Tschitschuaschwili und wurde Dritter. Er erhielt auch noch bei der Weltmeisterschaft im Herbst 1994 eine Chance, konnte diese aber erneut nicht wahrnehmen, denn er belegte nur den 7. Platz. Seine internationale Karriere als Ringer war damit beendet.
Die Ergebnisse der internationalen Meisterschaften und einiger anderer Turniere, an denen Sergei Nasewitsch teilnahm, sind im nächsten Abschnitt nachzulesen.

## Internationale Erfolge
(WM = Weltmeisterschaft, EM = Europameisterschaft, GR = griech.-röm. Stil, Mi = Mittelgewicht, damals bis 82 kg Körpergewicht)
- 1986, 5. Platz, WM in Budapest, GR, Mi, hinter Tibor Komáromi, Ungarn und Bogdan Daras, Polen, Magnus Fredriksson, Schweden und Sorin Herțea, Rumänien und vor Darrel Gholar, USA;

- 1987, 1. Platz, EM in Tampere, GR, Mi, vor Daras, Tibor Komáromi, Sorin Herțea, Roger Gössner, BRD und vor Ernesto Razzino, Italien;

- 1987, 3. Platz, WM in Clermont-Ferrand, GR, Mi, hinter Tibor Komáromi und Gössner und vor Sorin Herțea, Jari Salomäki, Finnland und Daras;

- 1987, 4. Platz, FILA-Gran-Prix-Turnier in Budapest, GR, Mi, hinter Tibor Komáromi, Daras und Sorin Herțea und vor Gössner und Juan Conde, Kuba;

- 1988, 1. Platz, World-Cup-Turnier in Athen, GR, Mi, vor John Morgan, USA und Juan Veliz Fabre, Kuba;

- 1989, 1. Platz, World-Cup-Turnier in Fredrikstad, GR, Mi, vor Morgan und Stig Klevewn, Norwegen;

- 1990, 2. Platz, EM in Posen, GR, Mi, hinter Thomas Zander, BRD und vor Todor Angelow, Bulgarien, Piotr Stępień, Polen, Timo Niemi, Finnland und Kleven;

- 1991, 14. Platz, EM in Aschaffenburg, Sieger: Péter Farkas, Ungarn vor Pavel Frinta, CSSR und Zander;

- 1993, 1. Platz, World-Cup-Turnier in Heinola/Finnland, GR, Mi, vor Don Niebuhr, USA und Seppo Salimäki, Finnland;

- 1994, 1. Platz, Großer Preis von Deutschland in Koblenz, vor Zander, Sergei Tschwir, Russland und Don Henderson, USA;

- 1994, 3. Platz, EM in Athen, GR, Mi, hinter Zander und Gocha Tschitschuaschwili und vor Ihor Bugaj, Ukraine, Hamza Yerlikaya, Türkei und Waleri Zilent, Belarus;

- 1994, 7. Platz, WM in Tampere, GR, Mi, hinter Zander, Tuomo Karila, Finnland, Zilent, Alexis Banes, Kuba, Bugaj und Frinta